# Stebnyk
Stebnyk (ukrainsk: Стебник) er en by i Drohobytj rajon i Lviv oblast (provinsen) i det vestlige Ukraine, tæt på grænsen til Polen. Den ligger i Drohobytj kommune. Den hører til Drohobytj urban hromada, en af Ukraines hromadaer. I 2021 havde byen  20.398 indbyggere.
Indtil 18. juli 2020 hørte Stebnyk til Drohobytj Kommune. Som en del af den administrative reform i Ukraine, der reducerede antallet af rajoner i Lviv oblast til syv, blev Drohobytj Kommune slået sammen med Drohobytj rajon.